# Pigault-Lebrun
Pour les articles homonymes, voir Pigault et Lebrun.
Charles-Antoine-Guillaume Pigault de l'Épinoy, dit Pigault-Lebrun, né le 8 avril 1753 à Calais (Picardie) et mort le 24 juillet 1835 à La Celle-Saint-Cloud (Seine-et-Oise), est un romancier et dramaturge français.

## Biographie
D’une famille que la tradition faisait remonter à Eustache de Saint Pierre, il est le fils de Guillaume-Antoine-Hippolyte Pigault de l'Épinoy et d'Antoinette Maché de Lespinoy (1732-1793). Son père est un magistrat d’une grande sévérité, maire de Calais, conseiller du roi, président de ses droits, lieutenant général de police de la ville et du gouvernement de Calais qui fut créé comte romain et chevalier de l'ordre de l'Éperon d'or par bulle de Clément XIII de 1764, ainsi que chevalier d'Empire par Joseph II du Saint-Empire en 1769.
Pigault fit ses études chez les oratoriens de Boulogne et fut envoyé dans une maison de commerce à Londres, mais, ayant séduit la fille de son patron, et celle-ci ayant péri dans le naufrage du navire sur lequel les deux amants avaient pris la fuite, il n’osa pas retourner en Angleterre et revint à Calais, où son père le fit emprisonner au moyen d’une lettre de cachet.
Après deux ans de captivité, il entra dans la gendarmerie d’élite de la petite maison du roi et devint par sa franchise, sa gaieté, son amour des plaisirs, le boute-en-train du régiment. La gendarmerie d’élite ayant été supprimée, il reparut à Calais, lia une nouvelle intrigue amoureuse et fut de nouveau emprisonné par lettre de cachet, à la demande de son père. Cette seconde captivité dura deux ans, au bout desquels il s’évada et se fit comédien en province. Acteur pitoyable, il parvint cependant à décourager les sifflets du public par son esprit et sa bonne humeur. Ayant séduit à Paris la fille d’un ouvrier, il l’emmena en Hollande, l’épousa et vécut à Bruxelles et à Liège, continuant à jouer la comédie, donnant des leçons de français et faisant représenter quelques pièces de sa composition, entre autres, Il faut croire à sa femme, comédie en un acte, en vers (1786).
Cependant, son père, à la nouvelle de son mariage, l’avait fait porter sur les registres de l’état civil de Calais comme n’existant plus. Il présenta une requête au parlement de Paris qui, par arrêt, confirma sa mort. Il modifia alors son nom et, de Pigault de l’Épinoy devint Pigault-Lebrun. La prise de la Bastille le sauva d’une autre lettre de cachet. Plein d’indignation, il composa sur ses dernières aventures une comédie en cinq actes, en prose, intitulée Charles et Caroline, qu’il porta au théâtre des Variétés du Palais-Royal (ancien théâtre des Variétés-Amusantes) en 1789 en 1790. Malgré les déclamations, malgré la faiblesse du plan et des caractères, de vifs applaudissements accueillirent cette pièce où l’on sentait l’accent de la vérité. L’auteur fut admis au Théâtre-Français en même temps comme régisseur, metteur en scène et acteur, mais bientôt il s’engagea dans les dragons, devint sous-lieutenant et se battit à Valmy. Après une mission à Saumur, en 1793, comme chef de remonte, il quitta le service militaire.
L’année suivante, il publia l’un de ses romans qui eurent le plus de vogue, le roman d’aventures l’Enfant du carnaval et regagna, par le succès, l’affection de son père, qui l’avantagea même dans son testament comme aîné, mais Pigault-Lebrun ne voulut rien avoir au-delà de ce qui lui revenait par un partage égal entre ses frères et sœurs. En 1806, il eut dans l’administration des douanes une place qu’il ne quitta qu’en 1824. Il servit comme bibliothécaire auprès de Jérôme Bonaparte, roi de Westphalie. Ami personnel et collaborateur du grand Talma, il connut une vieillesse patriarcale, passée au milieu de ses enfants et petits-enfants.
La qualité dominante de Pigault-Lebrun est la verve, disposition qui tenait au fond de sa nature et n’était pas de jeunesse, puisqu’il avait près de quarante ans lorsqu’il écrivit son premier roman. Il la pousse jusqu’aux folies de la gaieté et ne cherche pas à la garantir des indécences alors à la mode. Le lecteur, d’abord rebuté par des aventures multipliées qui vont jusqu’à l’extravagance et à la grossièreté, est entraîné par le mouvement, la fécondité de l’imagination et l’intarissable gaieté auxquels viennent se joindre quelquefois des observations fines et des lueurs de sensibilité. Le style, qui laisse à désirer au point de vue de la correction, a l’entrain et la vivacité propres au genre de l’auteur.
Un de ses frères, Gaspard-Jean-Eusèbe Pigault de Beymont dit Pigault-Maubaillarcq, né le 15 décembre 1755 à Calais et décédé le 1er décembre 1839 dans cette même ville a publié deux romans dans le genre d’Ann Radcliffe : la Famille Wieland (Paris, 1809, 4. vol. in-12) et Isaure d’Aubigné (1812, 4 vol. in-12), etc.
Pigault-Lebrun est le grand-père d'Émile Augier et l'arrière grand-père de Paul Déroulède, d'André Déroulède et d'Émile Guiard.

## Œuvre
- L'Enfant du carnaval (1796)
- Les Barons de Felsheim (1798)

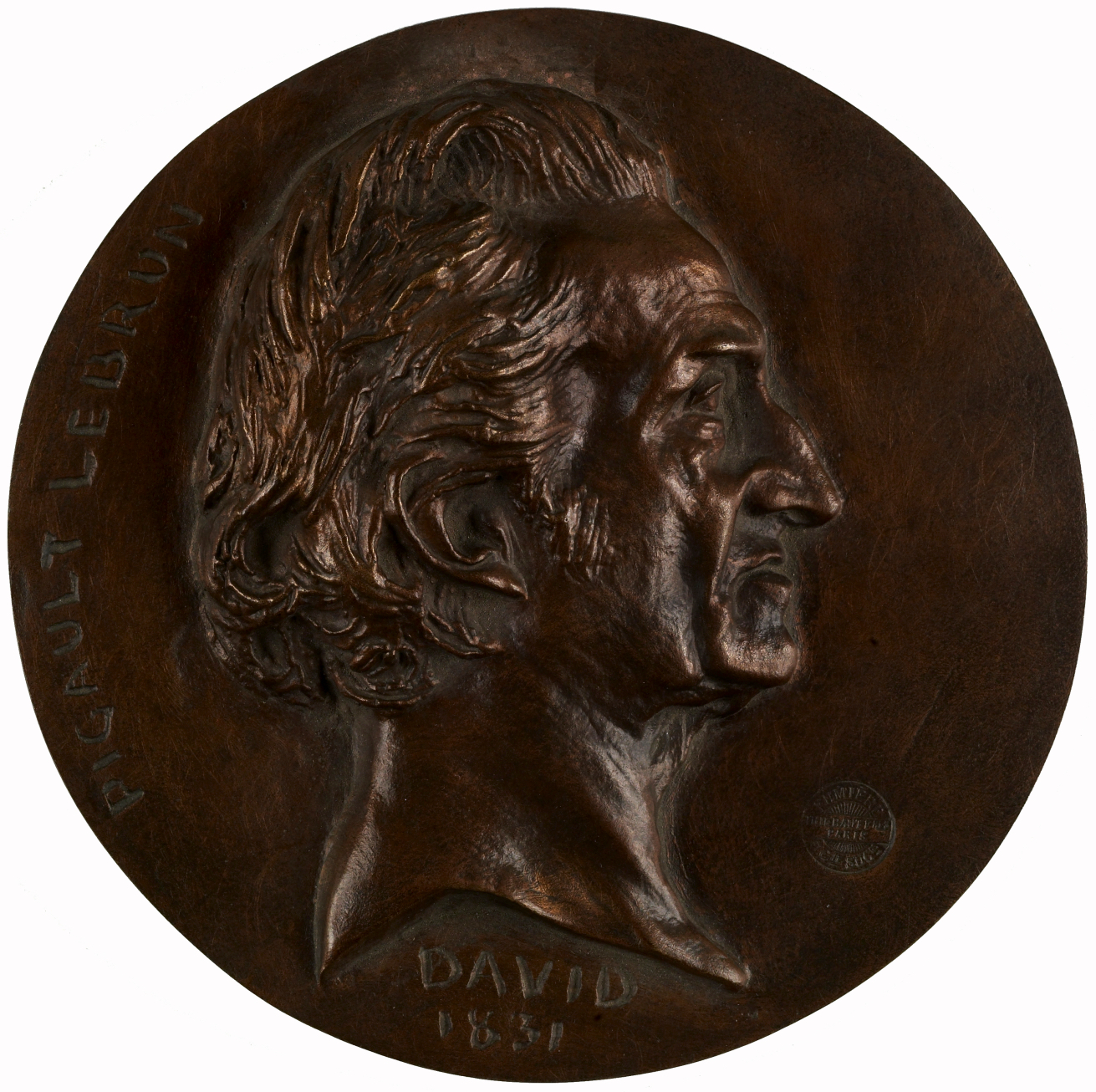
Médaillon de Pigault-Lebrun, par David d'Angers.

- Le Cordonnier de Damas ou la Lanterne magique, piece curieuse (1798)
- Angélique et Jeanneton de la place Maubert (1799)
- Mon oncle Thomas (1799)
- Les Cent-vingt jours (1799)
- La Folie espagnole (1799)
- M. de. Kinglin (1800)
- L'Enfant du bordel (1800)
- Théodore (1800)
- Métusko (1800)
- La folie espagnole 1801 FRBNF 31110878 nombreuses rééditions.
- M. Botte (1802)
- Jérôme (1804)
- La Famille Luceval (1806)
- L'Homme à projets (1807)
- Une macédoine (1811)
- Tableaux de société (1813)
- Adélaïde de Méran (1815)
- Le Garçon sans souci, avec R. Perrin (1816)
- M. de Roberval et l’Officieux (1818)
- L'Homme à projets (1819)
- Nous le sommes tous (1819)
- L'Observateur (1820)
- Le Beau-père et le Gendre, avec son gendre Augier (1820)
- La Sainte-Ligue (1829)

Pigault-Lebrun donna au théâtre plusieurs pièces, dont le succès fut presque égal à celui de ses romans :  
- Le Pessimiste, comédie en un acte, en vers (1789)
- L’Amour et la Raison, comédie en un acte, en prose (1791)
- Les Dragons et les Bénédictines, vaudeville (1791)
- Les Dragons en cantonnement, vaudeville (1794)
- Les Rivaux d’eux-mêmes, comédie en un acte, en prose (1798), souvent reprise au Théâtre-Français, etc.

Ses romans et son théâtre, ainsi que ses Mélanges littéraires et critiques (1816, 2 vol. in 8), ont été réunis sous le titre d’Œuvres complètes (Paris, 1822-1824., 20 vol., in-8). On a encore de lui : Le Citateur (1803, 2 vol. in-12), recueil de citations contre la religion chrétienne, empruntées en grande partie à Voltaire et mêlées de plaisanteries de la façon de l’auteur ; ce livre, publié sous ses initiales P-T L.B., saisi et condamné sous la Restauration, a été plusieurs fois réimprimé après 1830 ; Histoire de France abrégée, à l’usage des gens du monde (1823-28, 8 vol. in-8), ouvrage qui va seulement jusqu’à la mort d’Henri IV ; Contes à mon petit-fils (1831, 2 vol. in-12).

### Sources
- Jean-Nicolas Barba, Souvenirs, Paris, Ledoyen et Giret, 1846
- Stéphane Audeguy, L'enfant du carnaval, Gallimard, 2010
- Études Drômoises no 1-2 1995, éditée par l’Association universitaire d’Études drômoises.
- Gustave Vapereau, Dictionnaire universel des littératures, Paris, Hachette, 1876, p. 1599